# Y&T
Y&T (Yesterday & Today) es una banda de heavy metal formada en 1974. Provienen de la Costa Oeste de California, Estados Unidos. Dave Meniketti es su guitarrista y vocalista líder.

## Historia
La banda grabó dos álbumes con el sello London Records en la década de 1970, antes de lanzar la mayoría de sus discos bajo A&M Records desde 1981. También han grabado con las discográficas Geffen y Avex, entre otras. Han vendido cerca de 4 millones de discos hasta la fecha en todo el planeta.

## Miembros

### Actuales
- Dave Meniketti – voz, guitarra (1974–1991, 1995–presente)
- John Nymann – guitarra, coros (2003–presente)
- Mike Vanderhule – batería (2006–presente)
- Aaron Leigh – bajo, coros (2016–presente)

### Anteriores
- Leonard Haze – batería (1974–1986, 2001–2006; fallecido en 2016)
- Phil Kennemore – bajo, coros (1974–1991, 1995–2011; fallecido en 2011)
- Joey Alves – guitarra, coros (1974–1989; fallecido en 2017)
- Jimmy DeGrasso – batería (1986–1991, 1995–2001)
- Stef Burns – guitarra, coros (1989–1991, 1995–2003)
- Brad Lang – bajo, coros (2010–2016)

## Discografía

### Estudio
- Yesterday & Today, 1976
- Struck Down, 1978
- Earthshaker, 1981
- Black Tiger, 1982
- Mean Streak, 1983
- In Rock We Trust, 1984
- Down for the Count, 1985
- Contagious, 1987
- Ten, 1990
- Musically Incorrect, 1995
- Endangered Species, 1997
- Facemelter, 2010

### Recopilaciones
- Best of '81-'85, 1990
- Anthology, 1992
- Ultimate Collection, 2001

### Directos
- Open Fire (Live), 1985
- Yesterday & Today Live, 1991
- BBC In Concert: Live On The Friday Rock Show, 2000

### Videos
- Live at the San Francisco Civic, 1985
- Summertime Girls & All American Boys, 1987
- One Hot Night (Live), 2007
- I'm Coming Home, 2010